# Premiul Hugo pentru cel mai bun roman
Premiul Hugo pentru cel mai bun roman' este dat în fiecare an pentru romanele science-fiction sau fantasy publicate în limba engleză sau traduse în limba engleză în cursul anului calendaristic precedent. O lucrare de ficțiune este definită ca un roman care are minim 40.000 de cuvinte; premii sunt, de asemenea, acordate și pentru scrieri literare de lungimi mai scurte: nuvele, nuvelete și povestiri. Premiul Hugo pentru cel mai bun roman a fost acordat în fiecare an începând cu anul 1953, excepție anii 1954 și 1957. În plus față de premiile Hugo, din 1996 s-au acordat Premii Retrospective Hugo sau Retro-Hugo. Până în prezent, premii Retro-Hugo au fost date unor romane din anii 1946, 1951, și 1954 (The Mule de Isaac Asimov, Farmer in the Sky de Robert A. Heinlein și, respectiv, Fahrenheit 451 de Ray Bradbury).
Listele pe ani:
- Premiul Hugo pentru cel mai bun roman (1953-1960)
- Premiul Hugo pentru cel mai bun roman (1961-1980)
- Premiul Hugo pentru cel mai bun roman (1981-2000)
- Premiul Hugo pentru cel mai bun roman (2001-prezent)